# بامونوپولا
بامونوپولا (به لاتین: Bamunupola) یک منطقهٔ مسکونی در سری‌لانکا است که در استان مرکزی (سری‌لانکا) واقع شده‌است.